# Typstamm
Der Typstamm eines Bakteriums ist die Referenz gemäß dem International Code of Nomenclature of Bacteria, mit der die Zugehörigkeit einer Spezies abgeglichen wird. Er spielt für die Benennung neu entdeckter Stämme entsprechend der biologischen Nomenklatur eine wesentliche Rolle.